# NGC 2621
NGC 2621 je galaksija u zviježđu Raku.

## Vanjske poveznice
- SEDS: NGC 2621